# Gustave Delory
Gustave Delory, né le 10 septembre 1857 à Lille et mort le 17 août 1925 dans cette même ville au 3 rue Ovigneur, est un homme politique français. Élu maire de Lille en 1896, il devient l'un des premiers maires socialistes de France, après Christophe Thivrier à Commentry (Allier) en 1882 et Henri Carrette à Roubaix (Nord) en 1892.

## Biographie
Il naît le 10 septembre 1857 à Lille, dans une cave malsaine du quartier Saint-Sauveur, dans une famille d'ouvriers du textile. En 1869, il quitte l'école à onze ans pour travailler : apprenti régleur, peigneron, pelotonneur, retordeur. A quinze ans, en 1873, il adhère à la Fraternelle lilloise. Licencié, se retrouve au chômage.
Dans les années 1870, il fréquente le Cercle républicain dirigé par Gustave Jonquet. Il vend le journal de Jules Guesde L'Égalité. Il crée en octobre avec Jonquet le Syndicat des filtiers, dont il devient secrétaire. Il est cantonnier à la Ville de Lille puis manœuvre aux ateliers d'Hellemmes. Il est trésorier du Cercle en 1880. Il rencontre Jules Guesde lors d'une conférence en juin 1881. Dès lors, il consacre sa vie au développement du Parti ouvrier dans le Nord. En 1882, a lieu la création du Parti ouvrier dans le Nord au congrès de Roubaix. Le 14 juillet, il lance avec Carrette et Jonquet Le Forçat. En 1884, il devient le premier animateur du Parti ouvrier, qu'il organise et développe dans tout le département. Licencié de l'usine de Fives, il devient cordonnier, colporteur de journaux puis gérant de l'estaminet, rue de Béthune.
En 1888, il demande à son camarade de parti Pierre Degeyter de mettre en musique un poème d'Eugène Pottier. La composition chantée une première fois par la Lyre des travailleurs à l'estaminet La Liberté, rue de la Vignette, est adoptée en 1889 comme hymne de la Deuxième Internationale. En 1889, il est nommé gérant de l'Imprimerie ouvrière, rue de Fives. En 1890, il est arrêté après le 1er mai, à la suite d'une grève. Cette même année, il est également élu conseiller d'arrondissement.
En 1896, il est élu maire de Lille en mai après une coalition avec les radicaux. En 1898, il représente le Nord au conseil national du Parti ouvrier français (nouvelle dénomination du Parti ouvrier depuis 1893) et participe à des congrès nationaux et internationaux.
Il est réélu maire de Lille en 1900, puis il est élu député de la 3e circonscription de Lille en 1902 et réélu en 1906, 1910, 1914. 
En 1904, il perd le beffroi de Lille, les radicaux refusant toute coalition. En 1905, il reste secrétaire général de la Fédération du Nord et entre à la commission administrative permanente (CAP) de la Section française de l'Internationale ouvrière (SFIO).
En 1913, il est réélu conseiller général du canton de Lille Nord-Est et devient vice-président du conseil général, poste qu'il utilise pendant la guerre pour venir en aide à la population du Nord.
Pendant l'occupation allemande, en 1916, il est déporté au camp d'Holzminden, en tant qu'otage, il en revient très affaibli.
En 1919, il devient le premier élu de la liste socialiste aux législatives de novembre. Il est également réélu maire de Lille et regagne le canton de Lille Nord-Est. L'année suivante, il charge Émile Dubuisson de la construction de l’hôtel de ville.
En 1920, il est le candidat des socialistes à l'élection présidentielle de septembre, il obtient 69 voix face à Alexandre Millerand (élu par 695 suffrages). Il dénonce alors le bolchévisme et refuse nettement l'adhésion à la IIIe Internationale, se prononçant pour la motion Blum au congrès de Tours.
En 1924, il est tête de liste aux législatives mais obtient le plus mauvais score.
En 1925, il est tête de liste aux municipales mais, malade, il laisse la place de maire à Roger Salengro. Il meurt le 17 août des suites d'une congestion pulmonaire et il est inhumé au cimetière du Sud à Lille.

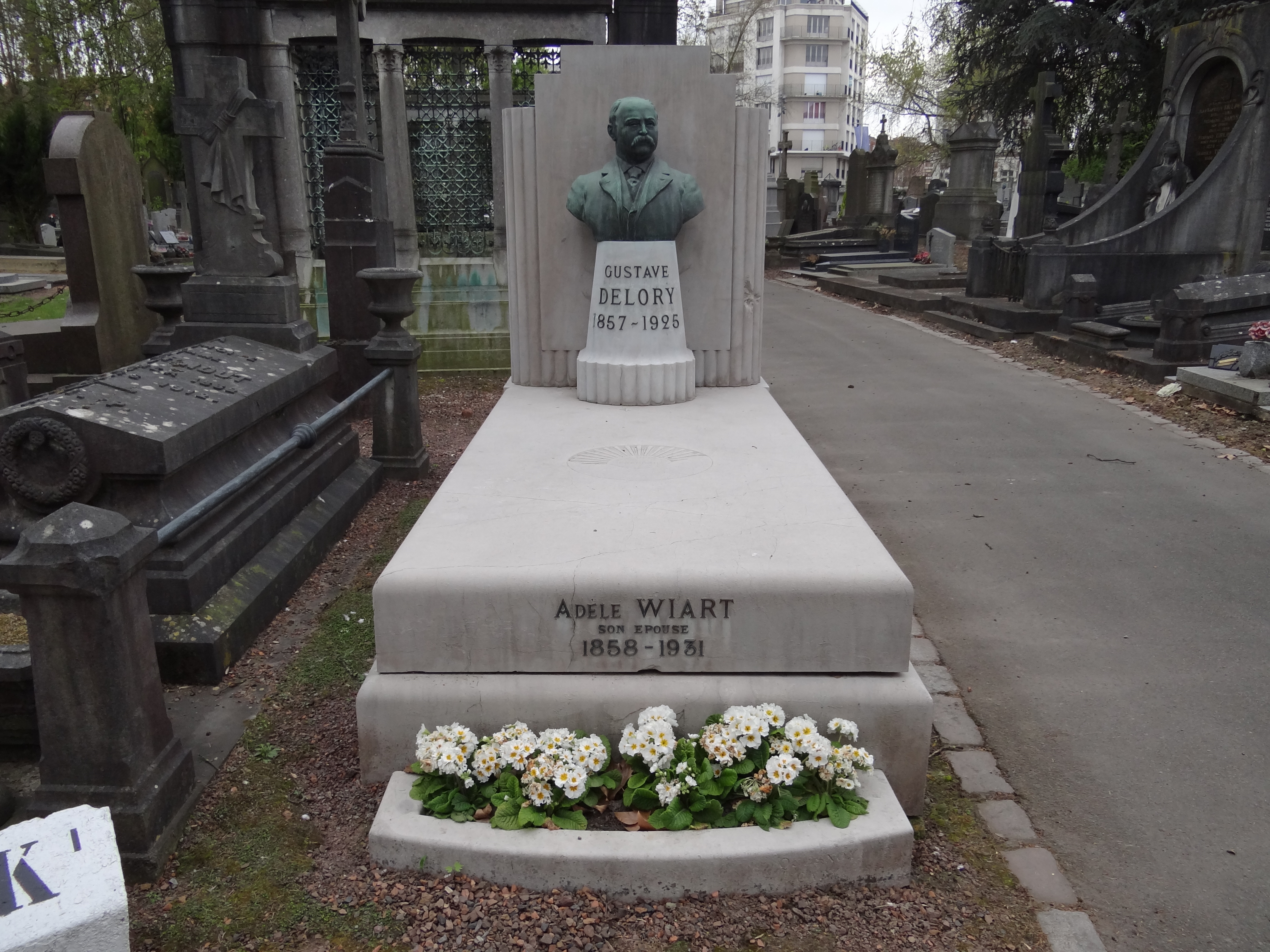
La tombe de Gustave Delory au cimetière du Sud à Lille (Nord).

## Détail des mandats et fonctions
- 1896 - 1904 : maire de Lille (POF), succédant à Géry Legrand
- 1919 - 1925 : maire de Lille (SFIO)
- 11 mai 1902 - 17 août 1925 : député élu dans le Nord (six mandats)

## Sources
- « Gustave Delory », dans le Dictionnaire des parlementaires français (1889-1940), sous la direction de Jean Jolly, PUF, 1960 [détail de l’édition]